# Gerhard Chorus
Gerhard Chorus (auch Ritter Chorus; * um 1285 in Aachen; † 20. April 1367 ebenda) war mehrmaliger Bürgermeister der Reichsstadt Aachen sowie Initiator und Förderer des Baus des gotischen Chors der Aachener Marienkirche (den heutigen Dom), des Neubaus des Aachener Rathauses und anderer Großobjekte.

## Leben und Wirken
Gerhard Chorus, Sohn des Heinrich Chorus, lebte zu einer Zeit, die als Blütezeit für die Reichsstadt Aachen bekannt war. Chorus erwarb sich als Erneuerer und Bauherr große Verdienste um die Stadt Aachen und gilt als deren bedeutendste Persönlichkeit im 14. Jahrhundert. Im Zeitraum zwischen 1324 und 1346 wurde er mehrfach zum regierenden Bürgermeister gewählt, wobei manche Quellen von fünfmaligen (NDB) und andere von siebenmaligen (ADB) Amtsperioden sprechen. Urkundlich als Bürgermeister nachgewiesen ist er für die Amtsperioden 1324/25, 1327/28, 1338/39, 1342/43 und 1346/47. Des Weiteren bekleidete Chorus in den Jahren von 1332 bis 1337 sowohl die Ämter eines Vogts und Meiers als auch die Leitung des Erbrates von Aachen. Überdies war er von 1357 bis 1367 ebenso wie sein Vater Heinrich, sein möglicher Bruder Johann († um 1367) und sein Neffe Heinrich Mitglied des Schöffenkollegiums am königlichen Stuhl. Das Haus von Gerhard Chorus muss etwa gegenüber der Annakirche in Aachen, ungefähr auf dem Grundstück Annastraße 30, gelegen haben.
In seiner langjährigen Amtszeit reformierte er zunächst 1327 die Krankenhausordnung des städtischen Spitals. 1337 setzte er sich für die Freilassung gefangener Lombarden ein, die seit 1291 in Aachen als Kaufleute und Geldwechsler für Handel und Gewerbe tätig waren, und war im Jahr 1338 hauptverantwortlich für die Bewirtung und Betreuung von Margarethe von Holland (1311–1356), der zweiten Frau von Kaiser Ludwig IV. dem Bayern (1281–1347), bei ihrem Kuraufenthalt in Aachen. Kaiser Ludwig und seiner Familie gegenüber waren Chorus und der Stadtrat schon seit frühester Zeit loyal verbunden, hatte er sich doch bei dessen erbittertem Kampf gegen seinen Gegenkönig, den Habsburger Friedrich den Schönen (1289–1330), stets auf die Seite Ludwigs gestellt. Auch später bei Ludwigs Auseinandersetzungen mit den Päpsten Johannes XXII. († 1334) und Benedikt XII. († 1342) hielt er ihm auf entsprechenden Reichstagen die Treue.
Im Jahre 1338 gründete er schließlich die Kurgerichtsordnung, die bis zum Ende des 18. Jahrhunderts Bestand hatte und der Aufrechterhaltung der bürgerlichen Ordnung diente. Dieses Gericht richtete sich – im Unterschied zu anderen städtischen Gerichten, die nicht auf geschriebene Satzungen zurückgreifen konnten – nach Statuten, welche die Stadt Aachen selbst erlassen hatte.
Ein weiteres Verdienst war seine Vermittlung in dem Interessenkonflikt zwischen alteingesessenen Patrizier- und Grundeignerfamilien einerseits und den Zünften der Handwerker andererseits. Dadurch kam es in Aachen nicht wie in anderen vergleichbaren Städten zu einem offenen Aufruhr. Ebenso war er im Jahre 1351 als gleichberechtigter Partner mit dem Kölner Erzbischof Wilhelm von Gennep († 1362), dem Herzog Johann III. von Brabant (1300–1355) sowie der Stadt Köln dem Landfriedensbündnis Maas-Rhein beigetreten, welches unter anderem für die Sicherung der Händler und Pilger sowie später für die Handelszölle zuständig war. Ferner fungierte er mehrmals als Delegationsleiter anlässlich von Reichstagen, Königswahlen und Krönungsfeierlichkeiten.

## Förderer repräsentativer Bauten
Sein Hauptverdienst war die Initiative und Förderung großer repräsentativer Bauwerke, wobei neuere Quellen (Hugo Loersch, 1866) ihn als „Bauherrn“ bezeichnen. So wurde der bereits vor seiner Zeit begonnene und von König Richard von Cornwall (1209–1272) anlässlich seiner Krönung im Jahre 1257 bezuschusste Bau des neuen äußeren Mauerrings fortgeführt und ausgebaut. Dies war erforderlich, da der städtische Raum innerhalb der im 12. Jahrhundert von Kaiser Friedrich I. Barbarossa (1122–1190) erbauten Mauer entlang des heutigen Grabenringes für die expandierende Bevölkerung nicht mehr ausreichte. Die Bauzeit des neuen Mauerrings, der in etwa entlang des heutigen Alleenrings verlief und anfangs 11 Stadttore und 22 Türme aufwies, betrug über 100 Jahre.
Ebenso gilt Gerhard Chorus zusammen mit dem Aachener Stiftskapitel als Förderer oder gar Bauherr des gotischen Chorschiffes am Aachener Dom, welches er ab dem Jahr 1355 an die Aachener Marienkirche, den heutigen Dom, anbauen ließ. Ferner war er in seiner Amtszeit als Bürgermeister und möglicherweise wiederum als Bauherr maßgeblich an dem Entschluss beteiligt, den Bau des neuen Aachener Rathauses zu verwirklichen, welches ab 1330 auf den Grundmauern der verfallenen Kaiserpfalz gleichfalls im gotischen Stil erbaut wurde. Die erste offiziell bekannte Nutzung des Festsaales dieses neuen Rathauses erfolgte 1349 mit einem großen Festmahl im Beisein von König Karl IV. (1316–1378). Dieser Bau war erforderlich geworden, da sich das alte, später Grashaus genannte Rathaus, welches im Jahre 1257 ebenfalls von Richard von Cornwall gefördert worden war, als mittlerweile zu klein für die vielen feierlichen Anlässe und nicht mehr repräsentativ genug erwies.

## Ehrungen
Für seine Verdienste um die Stadt Aachen wurde Gerhard Chorus aller Wahrscheinlichkeit nach am 18. August 1331 in Frankfurt am Main zum Ritter geschlagen, da er ab 1332 in den Quellen von da an als Ritter Chorus bezeichnet wird. Welche Bedeutung Chorus für seine Stadt hatte, zeigt sich in der Würdigung durch eine Gruft in der westlichen Vorhalle des Aachener Domes, die ihm nach seinem Tode zugestanden wurde: ein Privileg, das bis zu diesem Zeitpunkt bisher nur Karl dem Großen, Otto III. sowie hochrangigen Geistlichen gewährt worden war. Auf der Inschrift der Grabplatte, an deren Stelle 1843 eine Kupferplatte sowie 1910 eine Bronzeplatte trat, wurde Chorus in lateinischer Sprache für „seinen ritterlichen Mut, seine hochherzige Gesinnung, seine Milde gegen den Klerus, seine Liebe zur Stadt sowie die Vortrefflichkeit seiner Verwaltung“ gewürdigt.
Zu Ehren von Chorus hieß der Katschhof viele Jahre lang Chorusplatz, bevor er wieder seinen alten Namen erhielt und stattdessen eine Seitenstraße zum Katschhof Ritter-Chorus-Straße getauft wurde. Für seine Verdienste für die Stadt Aachen wurde Gerhard Chorus darüber hinaus mit einer Statue an der Rückseite des Aachener Rathauses geehrt, die von Karl Krauß um 1895 angefertigt und im Rahmen der Erneuerung des Rathauses an der Ecke des Treppenhauses angebracht wurde. Im Jahr 2011 ist diese Statue zusammen mit der von demselben Bildhauer angefertigten Figur des ebenfalls angesehenen Aachener Bürgermeisters Johann von Pont grundlegend saniert worden.